# Škopljak
Škopljak is een plaats in de gemeente Gračišće in de Kroatische provincie Istrië. De plaats telt 71 inwoners (2001).